# Christophe Moyreau
 (novembre 2023).
Christophe Moyreau est un organiste, claveciniste et compositeur français actif à Orléans au XVIIIe siècle. Né le 6 avril 1700 sur la paroisse Saint-Paul, il est mort le 11 mai 1774 sur celle de Saint-Pierre-Lentin (près de la cathédrale).

## Biographie
On a maintenant un certain nombre d'indications sur la vie de ce musicien. Sa famille était sans doute établie de longue date à Orléans. À sa naissance, son père, Jacques, était maître cordonnier. Un de ses oncles, prénommé Christophe également, était maître vinaigrier (cf. le mariage de ce dernier, paroisse Saint-Paterne, 1er juillet 1686 et celui de Marcou Crespion, Saint-Paul, 3 août 1726). On sait que le commerce du vinaigre était florissant à Orléans. Rien ne permet d'affirmer que le compositeur ait été en famille avec le graveur Jean Moyreau, né toutefois sur la paroisse Saint-Paul en 1690 (et mort à Paris en 1762). Le jeune musicien a peut-être été formé à la cathédrale Sainte-Croix de sa ville natale, initialement comme « enfant de chœur » (enfants chantant la partie aiguë dans le chœur, essentiellement composé de choristes professionnels, tous des hommes). Le grand orgue y était tenu par des membres de la dynastie des Colesse. Moyreau deviendra l'organiste de cette cathédrale, de la fin de l'année 1737 jusque vers 1772, avant de céder la place à Jean-Maurice Daubet (ou Dobet). Mais il a pu aussi bien avoir été formé à la collégiale Saint-Aignan d'Orléans. Quoi qu'il en soit, dès l'âge de 19 ans, Moyreau avait commencé sa carrière en tenant l'orgue de cette collégiale, pendant une assez longue période également (24 février 1719-13 décembre 1737). Comme la cathédrale, elle comptait un chœur de chantres professionnels (là encore appelés généralement choristes) et une maîtrise de garçons.
Comme beaucoup de ses collègues organistes, il était également claveciniste, en ville. On sait aussi qu'en 1762, au moins, il jouait de cet instrument dans l'orchestre de l'Académie de musique d'Orléans, société de concerts publics que le compositeur François Giroust (principalement maître de musique de la cathédrale) avait su faire renaître à partir de 1757. Tout comme les très nombreuses maîtrises d'enfants des églises cathédrales et collégiales, en France et en Europe, les Académies de musique de l'époque peuvent être considérées comme les ancêtres des conservatoires. Moyreau y assurait donc peut-être des fonctions d'enseignement (sur cette académie orléanaise, les documents conservés sont malheureusement trop peu nombreux, mais son Petit abrégé des principes de musique montre qu'il a exercé le métier d'enseignant). Comme les conservatoires aujourd'hui, ces académies provinciales ont été liées aux municipalités, depuis leur naissance sous le règne de Louis XIV jusqu'à leur suppression révolutionnaire à la fin du XVIIIe siècle.
En 1726, Moyreau épousa Jeanne Patenotre (décédée en 1746). Ensemble ils eurent onze enfants. Un seul survécut à son père, Sylvain-Marie, architecte du comte d'Artois (le futur roi Charles X). L'épouse de Christophe Moyreau possédait une maison, à Donnery, village situé à 17 kilomètres à l'est d'Orléans. Elle la louait à un vigneron et la vendit à une nièce en 1737. Une pièce de clavecin de Christophe Moyreau est intitulée Préparation du Voyage de Donery.
À Orléans, il acheta en 1752, « tant pour lui, que pour ses trois enfants mineurs », une maison située rue du Bourg-Neuf, près des remparts, dans l'étendue de la directe (la censive) du chapitre de Sainte-Croix. Il y vécut jusqu'en 1773 et y cultiva des orangers, qu'il revendit dès 1759.
À la date du 8 juillet 1772, Moyreau figure dans l'inventaire après décès de Gabriel Huquier, dessinateur, graveur, marchand d'estampes et éditeur important de Paris, décédé le 11 juin précédent. Il s'agit tant de « lettres missives » échangées entre les deux hommes que de « lettres de change et billets tirés par le dit Sieur Moyreau et acquittés par le dit feu Sieur Huquier ». Gabriel Huquier était né à Orléans cinq ans avant Moyreau. Outre les liens à établir entre la ville de province et la capitale française, on peut aussi relever leur lieu de naissance commun.

## Œuvre

### Les pièces pour clavecin

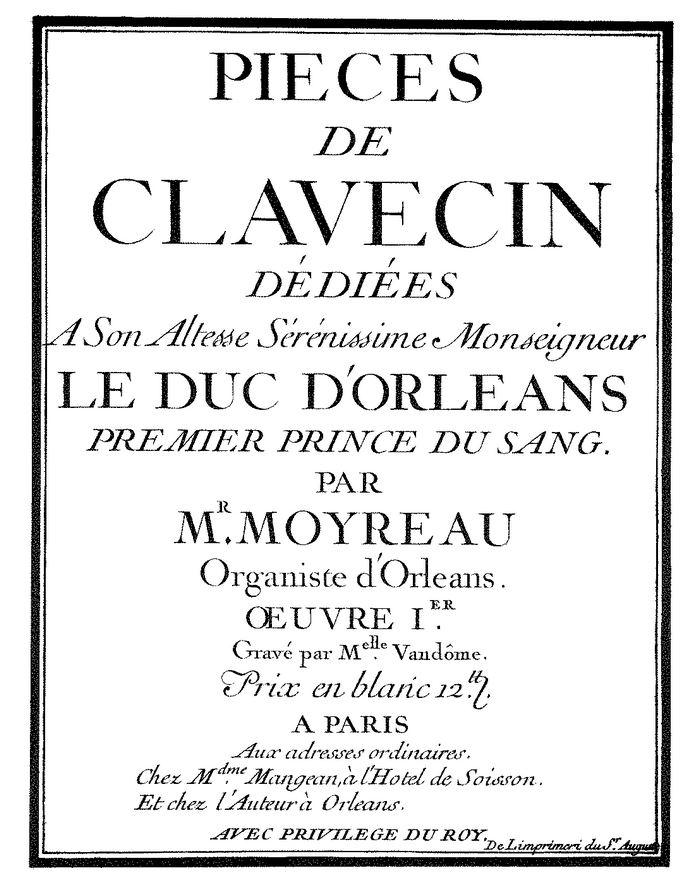
Page de titre des Pièces de clavecin, Œuvre Ier de Christophe Moyreau (Paris, 1753).

La production connue de Christophe Moyreau consiste surtout en 6 livres de pièces de clavecin tous parus en 1753, rassemblant chacun entre 18 et 33 pièces : il s’agit probablement d’une compilation de pièces composées au cours d’une assez longue période. Les formes adoptées sont très variées par rapport à la production française de l'époque : suites avec airs de danse ou pièces de caractère aux noms évocateurs, concertos, sonates, symphonies et ouvertures.
Ces livres de clavecin sont tous dédiés au nouveau duc Louis-Philippe d'Orléans, dit « le Gros » (1725-1752-1785), amateur des sciences et des arts. Le prince succédait à son père, Louis d'Orléans, doté d'une personnalité qui l'avait poussé à s'intéresser aussi peu au « monde » profane qu'à la musique. C'est probablement ce décès qui détermina Moyreau à recueillir des pièces composées au cours de sa carrière et à les publier. On peut ainsi envisager de faire remonter la date de composition de certaines d'entre elles jusqu'aux alentours de 1723, date de la mort du régent Philippe d'Orléans, connu pour avoir été grand amateur de musique (et compositeur), contrairement à son fils : une Académie existait alors à Orléans (de 1721-1722 à 1730), stimulant la création musicale dans la ville - et donc peut-être déjà celle du jeune musicien, conscient de son talent mais malheureusement privé du soutien ducal.
Un grand nombre de ces pièces sont d’excellente qualité et d’inspiration originale : elles peuvent se mesurer à celles de contemporains plus connus, tels Corrette, Duphly ou Balbastre.
- Pièces de clavecin... Œuvre Ier. Paris : Mme Mangean ; Orléans : l'auteur, [1753], grav. Mlle Vendôme. RISM M 4025.

1. Ouverture (ré mineur) - 2. Allemande - 3. Gigue - 4. Menuet - 5. Rondeau - 6. La fausse Musette, rondeau - 7. La petitte françoise - 8. L’Iroquoise, marche - 9. La Petitte Follette, mesure de Menuet - 10. La Mignone - 11. La Guepine, rondeau - 12. L’Orléanois, seconde partie, rondeau - 13. La Japonoisse, marche - 14. La Chinoisse, seconde partie, 2de marche - 15. Les Cyclopes forgeants le foudre meurtrier d’Esculape, rondeau - 16. Apollon vient les exterminer - 17. Concert des Sicilliens delivrez du bruit des Cyclopes - 18. Ouverture (ré majeur) - 19. Concerto (Allegro – Grave – Allegro assai) - 20. Ouverture (fa mineur) - 21. Allemande (fa majeur) - 22. Gigue - 23. Menuets - 24. La Sensible, rondeau - 25. La Galanterie, rondeau - 26. L’Espion - 27. La Dupe, 2e partie - 28. Le Filou, 3e partie - 29. La Doucereusse - 30. La Jalouse - 31. L’Animée - 32. Ouverture (fa majeur) - 33. Sonata (Adagio – Allegro – Largo – Allegro assai).
- Au commencement de ce livre, le compositeur écrit dans la dédicace : « Ce premier Livre de Pièces de Clavecin [est le] fruit de mes recherches et de mon Experience dans la Musique ». Aux p. 16–17, La Guêpine et L'Orléanais font le portrait d'une femme, puis d'un homme, citoyens d'Orléans (les habitants de la ville s'appelaient souvent eux-mêmes des " Guêpins "). La pièce de clavecin intitulée Préparation du Voyage de Donery et les trois suivantes (Livre III, p. 10–12) font référence à la propriété évoquée plus haut.
- Exemplaire à Paris BnF (Mus.) : VM7 1932.
- Pièces de clavecin... Œuvre [II]. Paris : Bayard, Le Clerc, Mlle Castagnéry, Mangean, [1753], grav. Mlle Vendôme. RISM M 4026.

1. Ouverture (la majeur) - 2. Allemande - 3. Courante - 4. Gigue - 5. Menuet - 6. La Marianne - 7. Les Epineusse, rondeau - 8. Rondeau, 2e partie - 9. La Canadienne, marche - 10. La Jeunette - 11. L’Enbarassante, rondeau - 12. La Plaisante - 13. L’Agissante - 14. La Bourruë - 15. La Preludante - 16. L’Italienne - 17. Le tour italien - 18. L’interrompuë - 19. Ouverture (la mineur) - 20. Sonate - Adagio – Allegro – Grave – Presto) - 21. Le Purgatoire (Cette Pièce se peut toucher sur l’Orgue.)
- Exemplaire à Paris BnF (Mus.) : VM7 1933.
- Pièces de clavecin... Œuvre [III]. Paris : Bayard, Le Clerc, Mlle Castagnéry, Mangean, Huquier, [1753], grav. Mlle Vendôme. RISM M 4027.

1. Ouverture (do majeur) - 2. Allemande - 3. Courante - 4. Gigue - 5. Menuets - 6. Les Nones - 7. Préparation du Voyage de Donery - 8. Marche - 9. La Tristesse - 10. Le Retour - 11. La Joie marquée par la Danse, menuets - 12. Tambourins, le Gaigne-pain des Voyageurs, menuets - 13. Rigaudons - 14. La Flotante, rondeau - 15. La Baccante - 16. Le Jaloux, rondeau - 17. La Coquette - 18. Le Préludant - 19. L’Euridice - 20. La Comique - 21. L’Orphée - 22. Le Caprice - 23. Ouverture (do mineur) - 24. Concerto (Allegro – Adagio – Allegro).
- Exemplaires à Paris BnF (Mus.) : VM7 1934 et Orléans, Médiathèque.
- Pièces de clavecin... Œuvre [IV]. Paris : Bayard, Le Clerc, Mlle Castagnéry, Mangean, Huquier, [1753], grav. Mlle Vendôme. RISM M 4028.

1. Ouverture (sol mineur) - 2. Allemande - 3. Courante - 4. Seconde Courante - 5. Sarabande - 6. Gigue - 7. Le Nouveau, rigaudon - 8. La Mode, menuet - 9. L’Insensé - 10. La Discorde - 11. L’Étourdi - 12. Le Pégase, rondeau - 13. L’Holandoise - 14. Les Papillons - 15. Le Momus, rondeau - 16. La Loire - 17. Ouverture (sol majeur) - 18. Sonate (Adagio – Allegro – Adagio – Allegro assai).
- Exemplaires à Paris BnF (Mus.) : VM7 1935 et Orléans, Médiathèque.
- Pièces de clavecin... Œuvre [V]. Paris : Bayard, Le Clerc, Mlle Castagnéry, Mangean, [1753], grav. Mlle Vendôme. RISM M 4029.

1. Ouverture (mi mineur) - 2. Allemande - 3. Courante - 4. Sarabande - 5. Gigua - 6. Rigaudon - 7. Le Fagotto - 8. 2d Rigaudon - 9. Menuets - 10. La petitte Riante - 11. La Parissienne - 12. Le Croustilleux - 13. Le Pandoure, rondeau - 14. Le Prussien, rondeau - 15. L’azem-Beba Carmagniole - 16. Euphrosine - 17. Talië - 18. Aglaée - 19. Ballet des Graces, menuets - 20. L’Organisée - 21. Les Cloches d’Orléans, Pièce pour l’Orgue et le Clavecin - 22. Ouverture (mi majeur) - 23. Concerto (Allegro – Adagio – Allegro) - 24. Sonate (Allegro – Adagio – Vivace).
- Le Livre V comporte la pièce la plus jouée jusqu'à présent (pour son côté descriptif anecdotique), Les Cloches d’Orléans (pièce pour clavecin que l'on peut également « toucher » sur l'orgue).
- L’Organisée a sans doute été conçue pour le clavecin organisé, instrument qui alliait le clavecin et l'orgue.
- Exemplaires à Paris BnF (Mus.) : VM7 1936 et Orléans, Médiathèque.
- Six simphonies, pièces de clavecin... Paris : Bayard, le Clerc, Mlle Castagnéry, Mangean, [1753], grav. Mlle Vendôme. RISM M 4030.

- Ce livre, cas unique dans la musique française de clavecin, est constitué de symphonies en 3 mouvements dans le style italien.
- Exemplaires à Paris BnF (Mus.) : VM7 1937 et Orléans, Médiathèque.
Les cinq premiers livres ont fait l'objet d'une réimpression en 1982 (Genève, Minkoff). Un second fac-similé des six livres (éd. J.H. van Krevelen, Utrecht, Musica repartita) a paru en 1988-1990.

### L'abrégé des principes de musique
- Petit abrégé des principes de musique par demandes et réponses, Paris, Christophe Jean-François Ballard, 1753.

Trois exemplaires recensés actuellement : à la Médiathèque d'Orléans ; à Ithaca (NY), Cornell University Library ; et à Chicago (IL), Newberry Library. Cet ouvrage laisse supposer que Moyreau a pu exercer des fonctions de professeur, comme c'était le cas pour la plupart des musiciens d'église à cette époque.

### Le «Traité d’Accompagnement du Clavessin»
À la page 164 du Catalogus librorum (« Catalogue des livres ») du jurisconsulte orléanais Daniel Jousse, publié par lui-même en 1779, on trouve la mention d'un manuscrit (perdu actuellement) : « Traité d’Accompagnement du Clavessin, suivant les principes de M. Moreau ». Ce « Moreau » désigne très certainement Christophe Moyreau, à l'époque souvent appelé Moreau. Actuellement, ce Traité n'est pas localisé.

## Discographie
- « L’orgue sous la Révolution » - André Isoir - Calliope (1988)
- La Suite en Ré Mineur dans « French Harpsichord Music of the 18th Century » - Linda Kobler (clavecin) - MHS
- « Moyreau, Pièces de Clavecin 1753 » - Douglas Hollick (clavecin et orgue) - Riverrun Records (2002)
- Sélection de pièces du Livre I dans « Compositeurs de l’ombre au Siècle des Lumières » - Catherine Zimmer (clavecin) - Coriolan
- Christophe Moyreau : Complete Harpsichord Music - Fernando De Luca (clavecin) - Brilliant Classics (avril 2022)